# USS Newport News (SSN-750)
Pour les autres navires du même nom, voir USS Newport News.
Le USS Newport News (SSN-750) est un sous-marin nucléaire d'attaque américain de la classe Los Angeles, entré en service en 1989.

## Histoire
Construit à partir de mars 1984 au chantier naval Newport News Shipbuilding, le sous-marin a été lancé le 15 mars 1986 et mis en service le 3 juin 1989. Il a notamment été en opérations dans le golfe Persique pendant les deux guerres du Golfe, puis en soutien de la « guerre contre le terrorisme » menée par les États-Unis.

## Collision
Il entra en collision, le 9 janvier 2007, avec un pétrolier japonais, le Mogamigawa. L'accident se produisit au sud du détroit d'Ormuz, secteur hautement stratégique puisque passage obligé pour les tankers en provenance du golfe Persique (40 % du trafic mondial de pétrole).
L'accident ne causa ni perte humaine, ni dommage important. D'après l'enquête préliminaire, le sous-marin aurait été aspiré par la vitesse du pétrolier, par effet Venturi.

## Sources
- (en) Cet article est partiellement ou en totalité issu de l’article de Wikipédia en anglais intitulé « USS Newport News (SSN-750) » (voir la liste des auteurs).
- (en)  Cet article contient du texte publié par le Naval Vessel Register (NVR) dont le contenu se trouve dans le domaine public. La référence peut être lue ici.

1. ↑  « U.S. sub collides with Japan ship », CNN, 8 janvier 2007
2. ↑  « Un sous-marin nucléaire américain percute un pétrolier japonais », Publicis, 10 janvier 2007

## Galerie

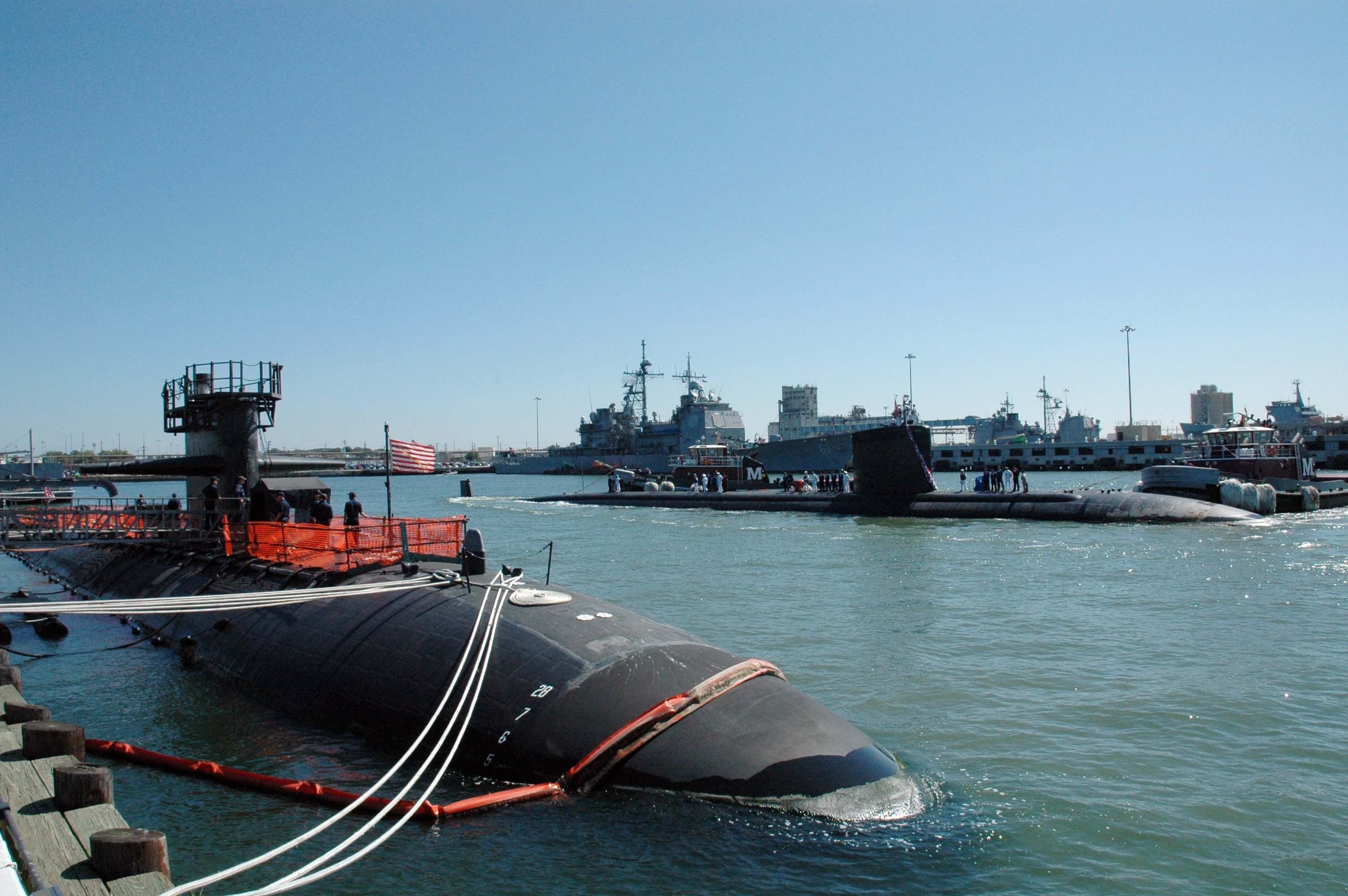
À quai à Norfolk
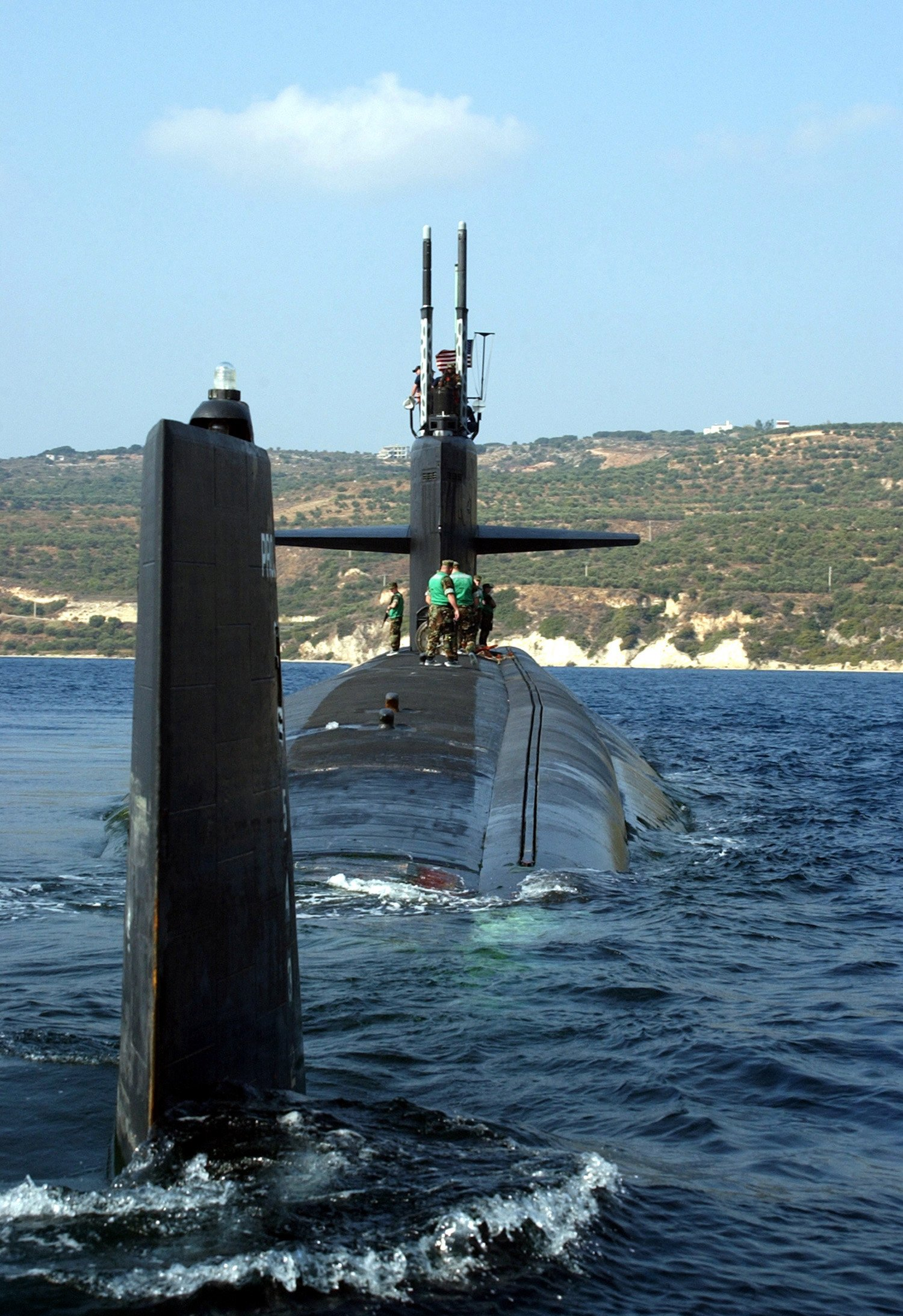
Vue de la poupe
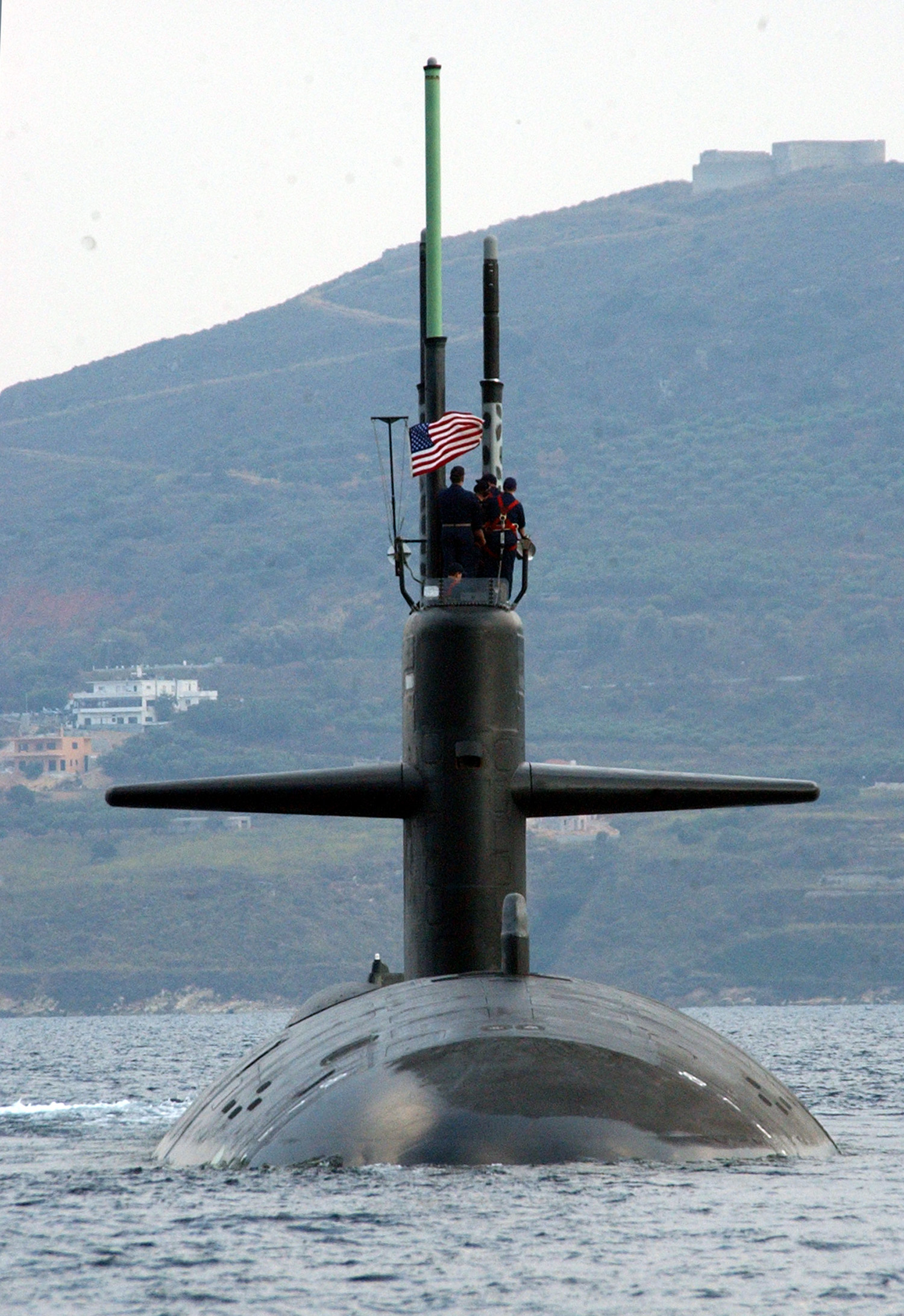
Vue de la proue